# Sarah Monzani
Sarah Monzani (* Frühling 1949 in Hempstead, Grafschaft Hertfordshire) ist eine britische Maskenbildnerin beim britischen und US-amerikanischen Film, die 1983 den Oscar für das beste Make-up erhielt.

## Biografie
Die im zweiten Quartal 1949 geborene Sarah Monzani begann Mitte der 1970er Jahre ihre Tätigkeit als Make-up-Artist und Hairstylistin bei Filmproduktionen und wirkte erstmals 1975 bei Knots von David Munro bei der Erstellung eines Films mit.
Für das Make-up in dem Abenteuerfilm Am Anfang war das Feuer (1981) von Jean-Jacques Annaud gewann sie zusammen mit Michèle Burke bei der Oscarverleihung 1983 den Oscar für das beste Make-up. Hierfür erhielt sie zusammen Michèle Burke und Christopher Tucker auch 1983 den British Academy Film Award (BAFTA Award) für die beste Maske.
1997 war sie neben Martin Samuel für einen weiteren British Academy Film Award für die beste Maske nominiert und zwar für Evita (1996) von Alan Parker. Für die Maske in dem Fantasyfilm Das Kabinett des Dr. Parnassus (2009) von Terry Gilliam wurde sie schließlich 2010 nicht nur für einen weiteren BAFTA Award nominiert, sondern auch im Jahr 2010 für einen Saturn Award für das beste Make-up der Academy of Science Fiction, Fantasy & Horror Films.
Zu weiteren bekannten Filmen mit von ihr entworfenen Make-ups gehören Alien – Das unheimliche Wesen aus einer fremden Welt (1979) von Ridley Scott, die Filmkomödie Club Paradise (1986) von Harold Ramis sowie Operation Walküre – Das Stauffenberg Attentat (2008) von Bryan Singer.